# Zasada dualności w teorii kategorii
Każda definicja, twierdzenie i dowód w teorii kategorii ma swój odpowiednik dualny.
Otrzymuje się go przez formalną zamianę każdego wyrażenia typu {\displaystyle \alpha \beta =\gamma } na {\displaystyle \beta \alpha =\gamma .} Wynika stąd, że trzeba też wymienić w każdym morfiźmie dziedziny z kodziedziną, tzn. zastąpić każde {\displaystyle \alpha \colon A\to B} przez {\displaystyle \alpha \colon B\to A.}
Do każdego pojęcia teorii kategorii można w ten sposób utworzyć pojęcie dualne. Pojęciem dualnym do monomorfizmu jest epimorfizm i odwrotnie. Pojęciem dualnym do produktu jest koprodukt. Pojęciem dualnym do dziedziny jest kodziedzina. Odpowiada to przejściu od danej kategorii {\displaystyle {\mathfrak {K}}} do kategorii dualnej {\displaystyle {\mathfrak {K^{op}}}.}
Ponieważ aksjomaty teorii kategorii są niezmiennicze ze względu na takie zamiany, jeżeli jakieś zdanie wyrażone w terminach morfizmów i ich złożeń jest twierdzeniem teorii kategorii, to zdanie dualne, otrzymane przez opisane tu zamiany jest też twierdzeniem, zwanym twierdzeniem dualnym. Jest to zasada dualności w teorii kategorii.